# Добровольський Микола Іванович
Мико́ла Іва́нович Доброво́льський (нар. 2 червня 1940, с. Сербичани Сокирянського району Чернівецької області) — український журналіст, літератор, критик. Член НСЖУ (1980). Кандидат у майстри спорту із шахів (1976). Лауреат конкурсу «Людина року» (2010).

## Життєпис
Закінчив філологічний факультет Чернівецького університету (1963).
У 1963—1964 рр. — вчитель української мови та літератури в Ілавченській СШ Теребовлянського району.
Працював у редакціях газет: борщівській районній «Надзбручанська правда» (1964—1966), чернівецькій обласній «Молодий буковинець» (1966—1967), тернопільській обласній «Ровесник» (1967—1977).
Від 1977 до квітня 2015 року — в редакції газети «Вільне життя»: кореспондент, завідувач відділом, заступник і виконувач обов'язків відповідального секретаря, літературний редактор.

## Доробок
Має близько 10 тис. публікацій у місцевих, всеукраїнських та всесоюзних періодичних виданнях, колективних збірниках.
Автор роману «Конику мій білогривенький…», низки поезій, новел, поем.

## Джерело
- Ониськів М. Добровольський Микола Іванович // Тернопільський енциклопедичний словник : у 4 т. / редкол.: Г. Яворський та ін. — Тернопіль : Видавничо-поліграфічний комбінат «Збруч», 2004. — Т. 1 : А — Й. — С. 511–512. — ISBN 966-528-197-6.
- Довічний бранець слова [Текст] : [творч. шлях терноп. ж-ста М. Добровольського] / Л. Костишин // Вільне життя плюс. — 2011. — № 46/47 (15 черв.). — С. 11.
- Пам'ять [Текст] : ... на 78-му році життя відійшов у засвіти Микола Добровольський // Вільне життя плюс. — 2018. — № 20 (14 берез.). — С. 11 : фот.